# スポケン!
『スポケン!』は、2004年4月から2021年10月2日（1日深夜）まで放送されていた名古屋テレビ（メ〜テレ）のスポーツバラエティ番組。

## 概要
放送開始から2008年3月までは「光る!スポーツ研究所」（ひかる!スポーツけんきゅうしょ、通称「スポ研」）として放送され、同年4月のリニューアルに伴い「スポケン!」にタイトルを変更した。
2010年4月からは「SPOKEN!」にタイトルを変更。放送時間が0:50までの20分番組となり、内容はアスリートドキュメントのVTRとなった。
2012年10月からは「Spoken!」として毎月第4日曜日の翌日未明（毎月第4日曜日深夜）の月1回・60分の番組となり、2年半ぶりに伊集院が復帰。アシスタントとして、金沢が据えられた。
2017年4月より毎月第1金曜日の翌日未明1:44 - 2:44（毎月第1金曜日深夜）に時間移動した。このため、この番組を放送するために『GET SPORTS』（テレビ朝日制作）を臨時に冒頭25分のみの飛び降りネットに変更するという事態はなくなった。
2021年10月2日（1日深夜）放送分をもって、「光る!スポーツ研究所」から続いた17年半の歴史に幕を下ろした。

## 出演者
所長
- 伊集院光
  - 番組内では、「伊集院所長」や「所長」と呼ばれた。

秘書(アシスタント)
- 島津咲苗（2020年4月～2021年10月2日・最終回）

ナレーション
- 堂野浩久
- 島貫凌 
  - スポ研までは、スタジオ収録で出演するのは伊集院と福井のみで、他の研究員はVTR出演（スポケン!的実験）の場合が殆ど。稀に内容によって伊集院・福井が一切登場しない（スタジオ場面がない）という回もあった。
  - 芸人ほたるゲンジの桐畑トールも実験要員で出演することが多い。

過去のアシスタント（研究員→秘書。）
- - 岡山裕子（当時・メ〜テレアナウンサー、2004年4月 - 2006年3月）
  - 高山香織（当時・メ〜テレアナウンサー、2006年4月 - 2008年3月）
  - 合田倫子（当時・メ〜テレアナウンサー、2008年4月 - 2009年3月）
  - 福井未菜（当時・タレント、2009年4月 - 2010年3月）
  - 金沢歩（当時・メ〜テレアナウンサー　、2010年4月 - 2015年3月）
  - 望木聡子（メ〜テレアナウンサー　、2015年10月 - 2016年1月・2017年7月‐2020年3月）
  - 田中麻耶（当時・メ〜テレアナウンサー、2015年4月 - 9月、2016年2月 - 2017年5月）

歴代アシスタントはいずれも金沢、望木を除き降板と同時にメ〜テレを退社している。また福井もレギュラー終了後3ヶ月で所属事務所を退社し、芸能活動も引退している。望木に関しては2016年1月限りで一旦は降板しているが、2019年現在では秘書として復帰し2020年3月で降板。
過去のナレーション
- 佐藤裕二
- 倉橋友和
- 齋藤寿幸 (現フリーアナウンサー）

リニューアル前はアシスタント役の女性アナウンサー（岡山→高山）が研究員で、代役の女性アナウンサーは副研究員や、研究員見習い（主に入社1、2年目の若手）の肩書だった。男性アナウンサーは一貫して研究員の肩書である。リニューアル後はメインアシスタント（合田→福井）の肩書が秘書になったが、変わったのは衣装だけで役割は変わっていない。
2010年4月のリニューアルから2012年10月まで伊集院、福井は出演しなくなり、アスリートの特集VTRのみを放送するスタイルになった。

## 研究コーナー
- スポーツについての言い伝えや伝説などを研究するコーナー。毎週研究テーマに関する検証VTRが流れ、その後スタジオで実験が行われる。
- 野球に関することがテーマになることが多く、野球好きの伊集院が真剣に取り組むというシーンが多い。
- 検証VTRは地元の大学や、プロスポーツ選手の協力によって制作される。
- テーマによっては元中日ドラゴンズの宇野勝、今中慎二のほか、様々なゲスト（解説者・選手等）が登場することもある。
- 2008年4月より「スポケン!」にリニューアルされ、内容が変更された。内容はスタジオにオリンピック代表、もしくは代表候補の選手やチームを招き、VTRを交えながらトークがメインになった。これにより、実験が減った。そして、他のコーナーが放送されない週も増えた。

## アスリートドキュメント
- 主に地元のプロスポーツ選手に密着取材するコーナー。中日ドラゴンズの選手が取り上げられることが多い。

## グランパスコーナー
- 名古屋グランパスエイトの選手に密着取材するコーナー。なおスペシャル企画として、グランパス選手が様々な企画に挑戦し、賞品等をゲットするという企画も行われている。なおほかのコーナー・企画との兼ね合い等もあり、グランパスのコーナーが行われないこともある。また最近では、同じ東海地方のチームであるFC岐阜の取材もすることもあり、グランパスだけのコーナーではなくなってきている。

## 備考
- 伊集院は、2007年4月1日まで放送されていたテレビ東京の「スポーツ魂」（週末版。東海3県ではテレビ愛知・岐阜放送・三重テレビにネット）にも出演していたため、この地方では土曜深夜に別々の局で2本続けて伊集院出演のスポーツ番組が放送されていた。
- 年末又は年始明けのスペシャル番組として中日ドラゴンズ井上一樹選手プロデュースのスペシャル番組が放送される（2007年は中日ドラゴンズの主力選手と伊集院光が温泉旅館に行き、クイズやゲームをするという企画等を行った。特に恒例企画として最終問題となる「美女4人バスト当てクイズ」がある）。